# Ураґамі Ґьокудо

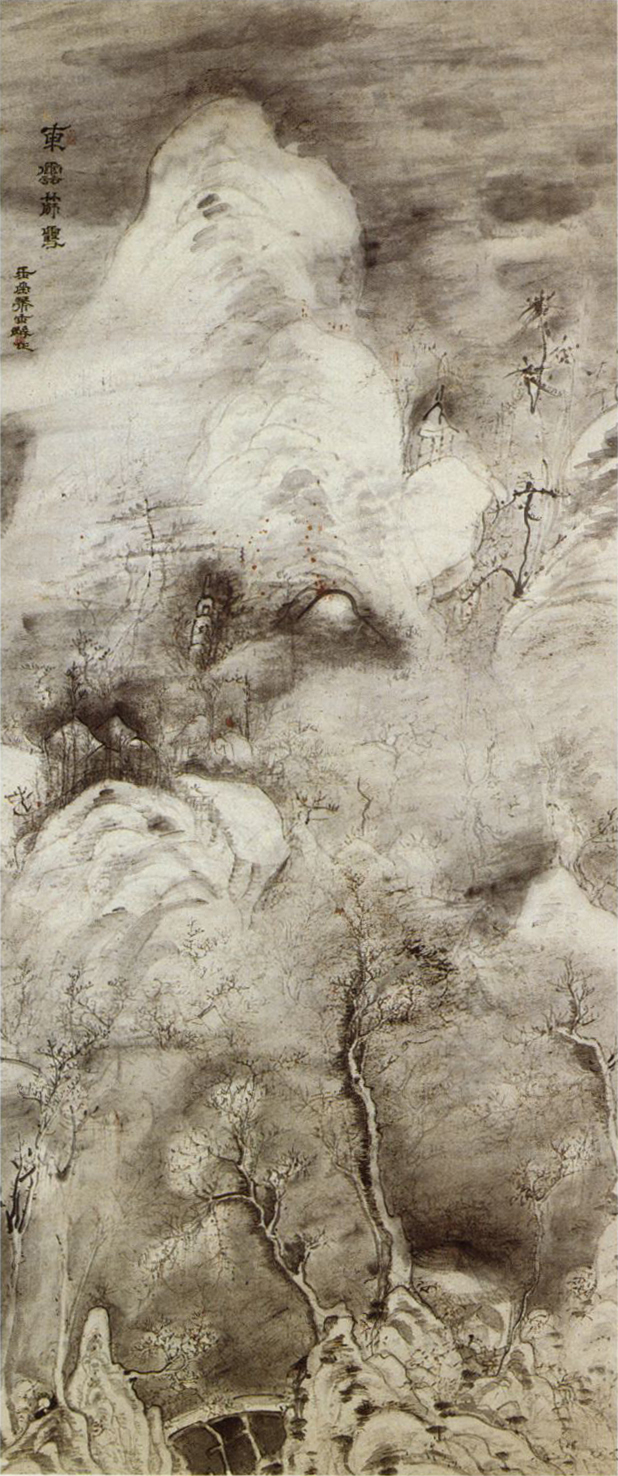
Сніги східних хмар. Національний скарб Японії.

Ураґамі Ґьокудо (яп. 浦上玉堂, うらかみぎょくどう; 1745 ― 10 жовтня 1820) — японський культурний діяч, художник, музикант і поет періоду Едо. Представник стилю нан-ґа. Справжнє ім'я — Ураґамі Кохіцу (浦上考弼). Псевдоніми — Бокусай (穆斎), Ґьокудо (玉堂).

## Короткі відомості
Ураґамі Ґьокудо народився 1745 року в Камоґата-хані, в самурайській родині. У віці семи років він втратив батька і став головою роду Ураґамі, який служив володарю Ікеді Масаці. Першу половину життя Ґьокудо провів збираючись по чиновницькій ієрахічні драбині. Його найвищим досягненням на цьому шляху було призначення на посаду старшого інспектора о-мецуке.
У віці 43 років Ґьокудо був звільнений з інспекторства і переведений на формальну посаду, яка давала йому багато вільного часу. Він вирушив до Едо, де почав вивчав неоконфуціанство чжусіаснської течії. Проте незабаром Ґьокудо змінив лектора і перейшов до вивчення гуманістичної янміснької течії та японської класики. Водночас він захопився грою на семиструнному кото і став учнем майстра Такі Ранкея.
З кінця 1770-х років Ґьокудо заводив знайомства із передовими японськими діячами культури, а також почав малювати і писати вірші. 1794 року він раптово вирушив у подорож без дозволу володаря Камоґати-хану, виразивши в такий спосіб свій протест проти реформ Кансей і заборони янмінства. Решту життя Ґьокудо проводив у мандрівках Японією, граючи на кото і малюючи картини. У літньому віці він оселився в Кіото, де й помер 10 жовтня 1820 року.
Ґьокудо не мав належної художньої освіти і навчився малювати самостійно. Зрілими роботами художника вважаються ті, які були написані ним у віці 60 — 70 років. В цей період він виробив власний стиль тушевих пейзажів. Його найвідомішими творами є зимовий пейзаж «Сніги східних хмар» та осінній пейзаж «Червлені гори». Ґьокудо також залишив по собі значну поетичну і музичну спадщину.